# Национальный фонд (Великобритания)

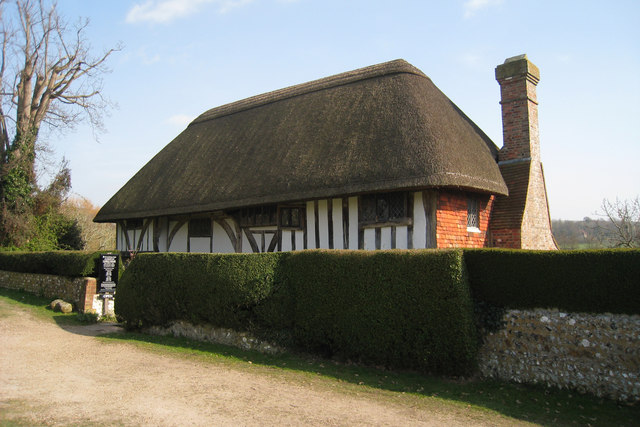
Первое приобретение фонда — дом священника в Элфристоне (XV век).

Национальный фонд объектов исторического интереса либо природной красоты (National Trust for Places of Historic Interest or Natural Beauty), обычно именуемый в Великобритании просто Национальный фонд (National Trust) — британская некоммерческая и негосударственная организация, основанная в 1895 году для охраны «берегов, сельской местности и зданий Англии, Уэльса и Северной Ирландии». На территории Шотландии аналогичную деятельность осуществляет Национальный фонд Шотландии.

## История
Инициатива создания фонда принадлежала знаменитому филантропу викторианской Англии, Октавии Хилл (1838—1912). Финансовую поддержку начинанию оказывал 1-й герцог Вестминстерский. Значительная часть объектов переходила к фонду не путём покупки, а по завещаниям их владельцев. Связано это было с тем, что на протяжении XX века многие аристократические семейства теряли традиционные источники дохода и, будучи не в состоянии поддерживать свои загородные усадьбы в исправном состоянии, принимали решение передать семейные гнёзда в распоряжение Национального фонда.
Помимо аристократических усадеб, в настоящее время фонд контролирует относительно незатронутые хозяйственной деятельностью участки английского побережья (например, острова Браунси и Линдисфарн) и четверть Озерного края на севере Англии. В последние годы фонд распространяет свою деятельность на новые типы объектов, как, например, родные дома Джона Леннона и Пола Маккартни в Ливерпуле. В 2005 году штаб-квартира фонда переместилась в реконструированное здание железнодорожного депо в Суиндоне.

## Значимые объекты
- Гластонберийский холм
- Фаунтинское аббатство
- археологическая зона Саттон-Ху
- дворец и сады Стоу
- Кливден
- Стоурхед
- Хардвик-холл
- Кедлстон-холл
- Петуорт-хаус
- Ноул-хаус
- Монтекьют-хаус
- Бельтон-хаус
- Замок Корфе
- Замок Дрого
- Замок Таттершел